# Retículo (anatomía)

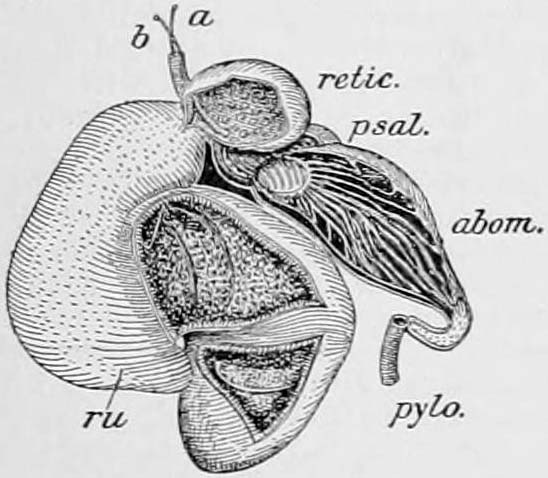
Partes del estómago de rumiantes. Retículo en la parte superior

Retículo, redecilla o bonete es el segundo compartimento del estómago de los rumiantes, y el más pequeño de los cuatro que tienen estos animales. 
Es redondo, un poco encorvado de abajo arriba y sembrado interiormente de una multitud de celdas; está apoyado contra el diafragma, a la encorvadura izquierda de la panza, debajo de la inserción del esófago y sobre la prolongación abdominal del esternón. Por su encorvadura pequeña está en contacto por el lado izquierdo a la panza y por el derecho a la encorvadura pequeña del librillo. Contiene materias líquidas, de las que una parte necesitan ser atenuadas de nuevo; estas sustancias provienen o del esófago durante la deglución o de la panza al tiempo de la rumia y de la respiración.
Sus caras son transpirables y redondas; la anterior descansa contra el diafragma y la posterior está atada a la encorvadura izquierda de la panza. Las encorvaduras están separadas la una de la otra por sus orificios. La grande, convexa, redondeada e inferior, está sostenida por la prolongación abdominal del esternón y la pequeña, un poco cóncava, se encuentra colocada y sostenida debajo de la misma curvatura del librillo.
Su cavidad interior tiene analogía y relación con la conformación exterior, presenta muchas celdas de diversos tamaños y de diferentes figuras, polígonas y dispuestas casi del mismo modo que los panales de miel. Estas cavidades están colocadas de modo que una gran celda encierra otras de diferentes tamaños. Las láminas o tabiques tanto más elevados cuanto las celdas son más grandes, presentan una superficie áspera sembrada de pezoncitos más grandes y más numerosos hacia el fondo de las celdas. En el espesor de la encorvadura pequeña se ve la porción de la gotera esofágica a continuación de la de la panza. 
La membrana carnosa conserva casi el mismo espesor en toda su extensión y forma los labios de la gotera esofágica. La membrana foliculosa suministra las láminas de las celdas y la serosa le envuelve por su superficie externa lubrificándole con la serosidad que exhala. Los vasos de este estómago son poco numerosos, las arterias son divisiones de la esplénica. Las sustancias alimenticias contenidas en el bonete pasan lentamente al librillo, para que retenidas entre las hojuelas de éste, sean trituradas de un modo conveniente.
Función: